# Дравський повіт
Дравський повіт (пол. powiat drawski) — один з 18 земських повітів Західнопоморського воєводства Польщі.
Утворений 1 січня 1999 року в результаті адміністративної реформи.

## Загальні дані
Повіт знаходиться у південно-східній частині воєводства.
Адміністративний центр — місто Дравсько-Поморське.
Станом на 1.01.2008 населення становить 57 887 осіб, площа 1764,42 км².
На терени повіту були депортовані 985 українців з українських етнічних територій у 1947 році (т. з. акція «Вісла»).

## Демографія
Демографічні дані повіту станом на 30.06.2005:
|       | Всього | Всього | Жінки  | Жінки | Чоловіки | Чоловіки |
| ----- | ------ | ------ | ------ | ----- | -------- | -------- |
|       | осіб   | %      | осіб   | %     | осіб     | %        |
| Повіт | 58 424 | 100    | 29 747 | 50,9  | 28 677   | 49,1     |
| Міста | 35 939 | 100    | 18 745 | 52,2  | 17 194   | 47,8     |
| Села  | 22 485 | 100    | 11 002 | 48,9  | 11 483   | 51,1     |